# Paso de la Comunidad
Paso de la Comunidad är en ort i Mexiko.   Den ligger i kommunen Ocotlán och delstaten Jalisco, i den centrala delen av landet, 400 km väster om huvudstaden Mexico City. Paso de la Comunidad ligger 1 533 meter över havet och antalet invånare är 315.
Terrängen runt Paso de la Comunidad är kuperad västerut, men österut är den platt. Runt Paso de la Comunidad är det ganska tätbefolkat, med 230 invånare per kvadratkilometer. Närmaste större samhälle är Ocotlán, 3,4 km väster om Paso de la Comunidad. Trakten runt Paso de la Comunidad består till största delen av jordbruksmark.